# ديك تشارلز
ديك تشارلز (بالإنجليزية: Dick Charles)‏ هو منتج أسطوانات وكاتب أغاني أمريكي، ولد في 24 فبراير 1919، وتوفي في 17 يوليو 1998.

## روابط خارجية
- ديك تشارلز على موقع IMDb (الإنجليزية)
- ديك تشارلز على موقع ميوزك برينز (الإنجليزية)
- ديك تشارلز على موقع ديسكوغز (الإنجليزية)
- ديك تشارلز على موقع قاعدة بيانات الفيلم (الإنجليزية)